# المعهد التحضيري للدراسات الهندسية بالمنار
المعهد التحضيري للدراسات الهندسية بالمنار هي مؤسسة جامعية تونسية تم إنشاؤها وفقًا للقانون رقم 2001-1912 في 17 أغسطس 2001. تندرج ضمن جامعة تونس المنار.

## مهمة
تتمثل مهمتها في إعداد الطلاب لامتحان القبول الوطني لمدارس الهندسة (بالفرنسية: Concours national d'entrée aux écoles d'ingénieurs).

## الأقسام
يقدم المعهد العديد من تخصصات الدورة الأساسية التي تتكون من أربعة أقسام مستقلة:
- فيزياء (PH)
- الكيمياء (CH)
- الرياضيات والحوسبة (MI) (بالفرنسية: Math Informatique)
- علوم الهندسة و التكنولوجيا (STI) (بالفرنسية: Sciences et Techniques de l'Ingénieur)

## وصلة خارجية
موقع المعهد التحضيري للدراسات الهندسية بالمنار.